# خرچنگان قورباغه‌ای
خرچنگان قورباغه‌ای (به لاتین: Raninidae)، خانواده‌ای از خرچنگهای نامعمول است که گاهی به دلیل ظاهر قورباغهمانند آنها به عنوان «خرچنگ قورباغه‌ای» شناخته می‌شود. بیشتر دانشمندان آنها را در میان خرچنگ‌های واقعی کاملاً ابتدایی می‌دانند. آنها به دلیل تکامل موازی یا تکامل همگرا شباهت زیادی به خرچنگان شنی (نامرتبط) دارند. در هر دو گروه، پنجه‌ها به ابزاری برای حفاری تبدیل می‌شوند و بدن به شکلی گرد است که به آسانی در ماسه دفن می‌شود. بر خلاف بیشتر خرچنگ‌های واقعی دیگر، شکم در خرچنگان قورباغه‌ای در زیر سفالوتوراکس پیچیده نمی‌شود.
آنها بیشترِ زمان خود را در شن و ماسه با چشمان بیرون‌زده می‌گذرانند تا بتوانند طعمه‌های ناآگاه را بگیرند. آنها همچنین برای جفت‌گیری بیرون می‌آیند. خرچنگان قورباغه‌ای همه‌چیزخوار هستند و برخی از آنها ساردینلا، خرچنگ، میگو، دوکفه‌ای، سفره‌ماهی، هیدرووئید، غلاف‌ماهی و ماهی مرکب مصرف کرده‌اند.
کهن‌ترین فسیل منتسب به خانواده Raninidae مربوط به آلبین است.